# Col des Chevrères
Le col des Chevrères est un col du massif des Vosges dans la Haute-Saône qui relie Servance-Miellin à Plancher-les-Mines.

## Géographie
Situé à l'altitude de 918 m, le col se trouve à la limite des communes de Belfahy et de Servance-Miellin sur la D98 dans la forêt du Revers-aux-chiens. Il permet de relier la vallée de l'Ognon et la vallée du Rahin.

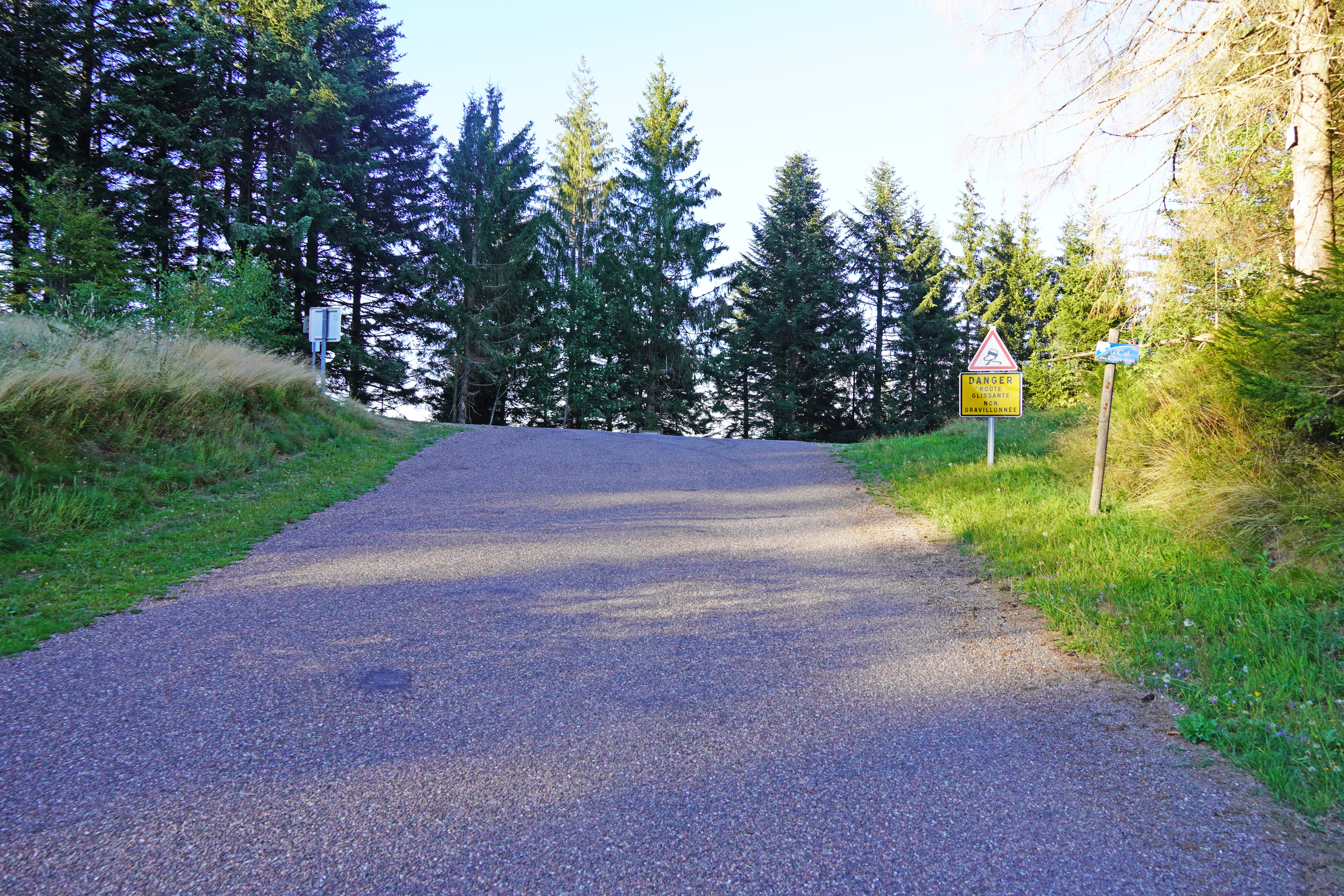
Versant sud.
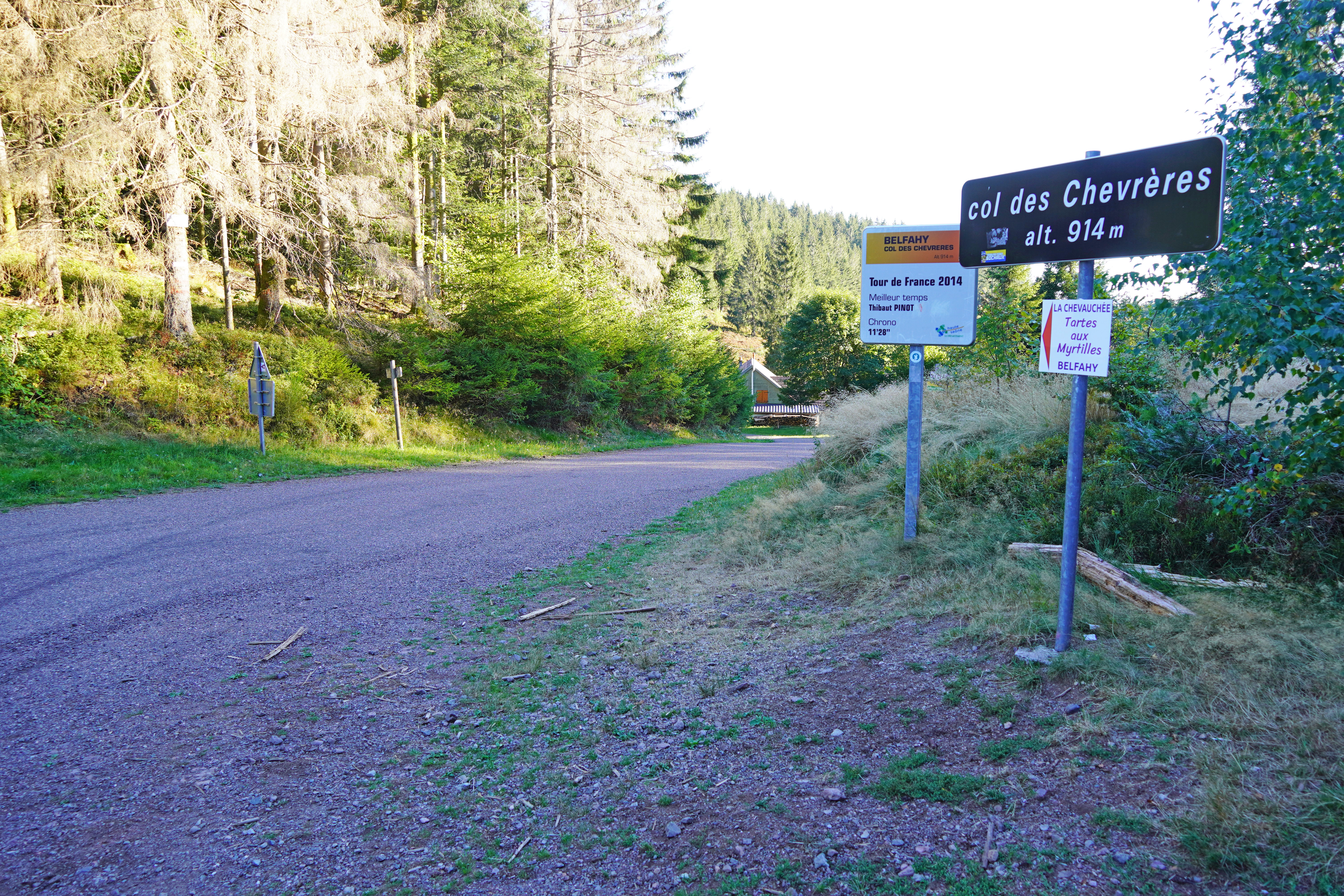
Le sommet.
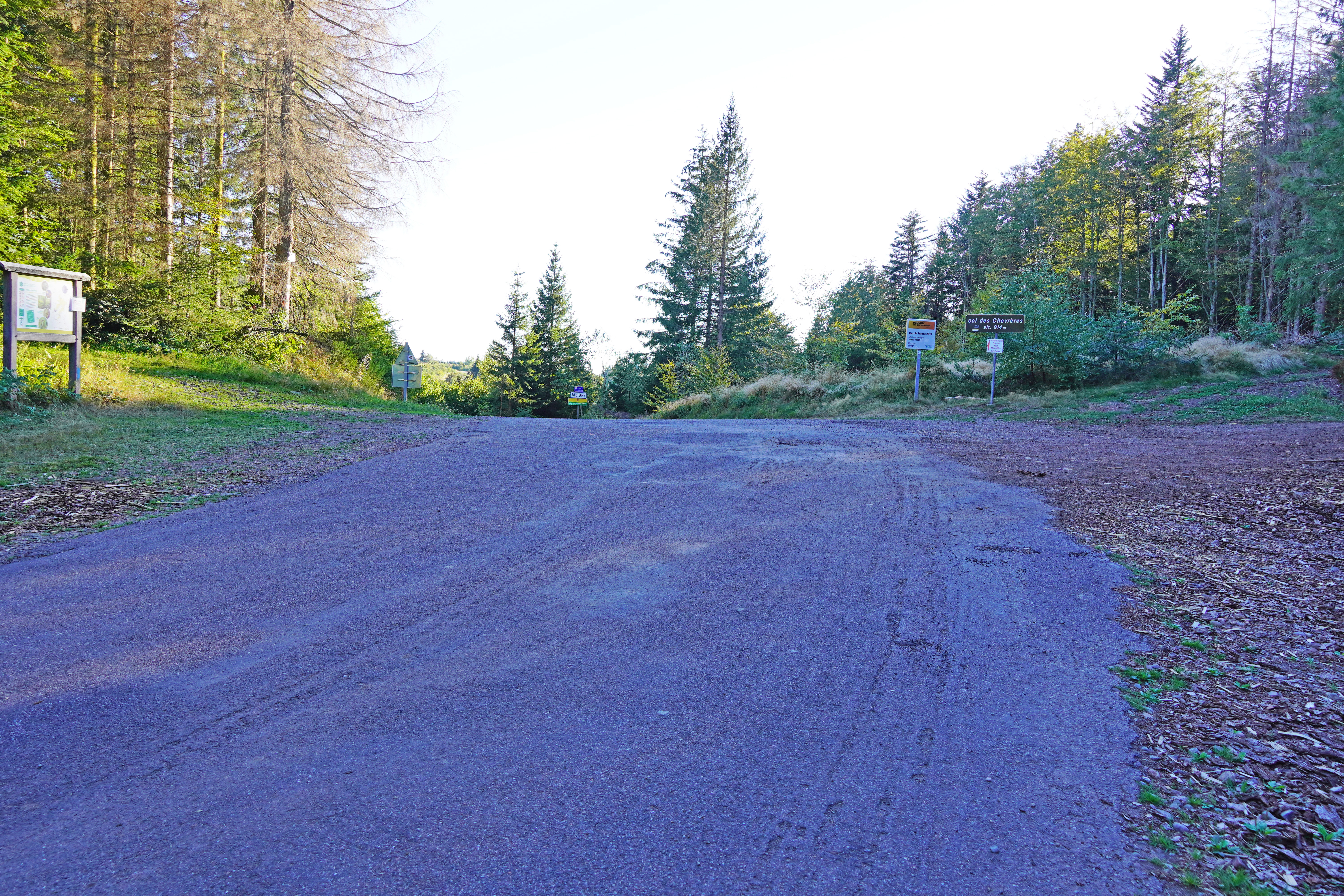
Versant nord.

## Cyclisme

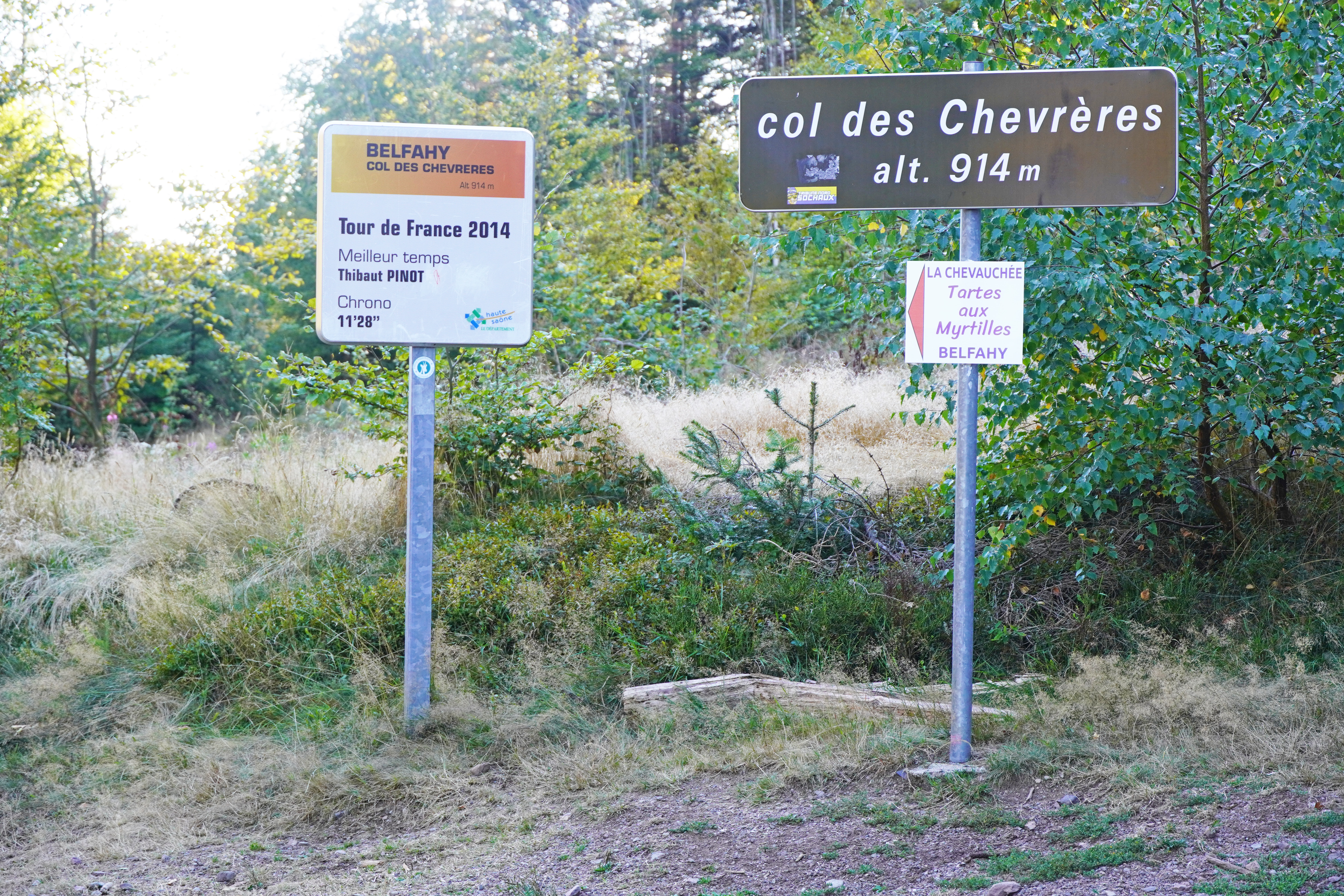
Les panneaux du col évoquant le Tour de France 2014.

Le col des Chevrères est franchi par le Tour de France 2014, à l'occasion de la 10e étape. Grimpé depuis Servance puis Miellin, le col présente officiellement 3,5 kilomètres à 9,5 % de moyenne et lui vaut d'être classé en 1re catégorie. L'Espagnol Joaquim Rodríguez passe en tête.
Lors de la 6e étape du Tour de France 2019, il est franchi en tête par Giulio Ciccone qui prend le maillot jaune en terminant deuxième à l'arrivée à la Planche des Belles Filles.